# Giovanni Giacomo del Monferrato
Gian Giacomo Paleologo (Trino, 23 marzo 1395 – Casale Monferrato, 12 marzo 1445) fu marchese del Monferrato.

## Biografia
Figlio di Teodoro II (1364 – 1418) e di Giovanna di Bar (†1402), venne affiancato al padre nel governo del marchesato già dal 1404.
Morto il padre Teodoro nel 1418, Giangiacomo prese le redini del governo, venendo ufficialmente insignito del feudo monferrino dall'imperatore Sigismondo di Lussemburgo.
Il giovane marchese si distinse subito in brillanti spedizioni militari nell'area appenninica ai danni dei genovesi e dei milanesi, riuscendo a riconquistare Spigno Monferrato e ricevendo doni dai vari signori della zona. Ad accrescere la sua potenza fu il matrimonio siglato nel 1421 tra la sorella Sofia Paleologa e il penultimo imperatore di Bisanzio, Giovanni VIII.
Ma la politica espansionistica del padre e di Giangiacomo fece prendere duri provvedimenti al riguardo da parte dei duchi di Savoia e di Filippo Maria Visconti. Nel 1431 i due potenti signori siglarono un'alleanza anti-monferrina, prevendendo la cancellazione dello stato del Monferrato dalla carta geografica e la spartizione delle terre. Davanti a questo schieramento di forze, totalmente soverchianti per il piccolo territorio piemontese, Giangiacomo dovette richiedere l'aiuto della Francia.
La guerra volse al peggio per Giangiacomo nel giro di un anno. Nel 1432 il marchese fu sconfitto e cercò di siglare una pace vantaggiosa per i Savoia: con un trattato, siglato a Torino (garante il vescovo Aimone da Romagnano), cedette loro tutti i territori alla sinistra del Po in cambio del riottenimento del controllo sul Monferrato. Amedeo VIII fu spietato con il cognato: Giovanni Giacomo dovette da questo momento considerarsi vassallo dei Savoia in cambio della signoria sulle poche terre concessegli.
Dopo un viaggio a Milano e a Venezia per gli accordi militari, Giovanni Giacomo tornò a Casale Monferrato per siglare la pace anche con i Savoia. Amedeo VIII chiese al marchese la restituzione delle spese di guerra. La ribellione di Giangiacomo comportò l'assedio di Chivasso da parte delle truppe sabaude, facendo cedere nuovamente il marchese alle pretese dei Savoia, nei confronti dei quali divenne vassallo.
Il prestigio del popolo monferrino scomparve e la popolazione era ridotta alla fame. Davanti a tanto sfacelo, Giangiacomo si spense tristemente.

## Matrimonio e discendenza
Nel 1412 Giovanni Giacomo sposò Giovanna di Savoia (1392 – 1460), figlia di Amedeo VII di Savoia e sorella di Amedeo VIII, dalla quale ebbe numerosi figli.
- Giovanni (1412 – 1464), suo successore dal 1445;
- Sebastiano Ottone;
- Amedea (1418 – 1440), andata sposa nel 1440 al re di Cipro, Giovanni II di Lusignano;
- Isabella (1419 – 1475), andata sposa nel 1436 a Ludovico I, marchese di Saluzzo (1406 – 1475);
- Guglielmo (1420 – 1483), successore del fratello Giovanni dal 1464;
- Bonifacio III (1424 – 1494), successore del fratello Guglielmo dal 1483;
- Teodoro Paleologo (1425 – 1484), cardinale e Protonotario apostolico.

## Ascendenza
|                                 |                  |                        | Genitori                  |  |  | Nonni |  |  | Bisnonni                 |  |  | Trisnonni              |  |
|                                 |                  |                        |                           |  |  |       |  |  | Teodoro I del Monferrato |  |  | Andronico II Paleologo |  |
|                                 |                  |                        |                           |  |  |       |  |  | Teodoro I del Monferrato |  |  | Andronico II Paleologo |  |
|                                 |                  | Violante di Monferrato |                           |  |  |       |  |  | Teodoro I del Monferrato |  |  |                        |  |
| Giovanni II del Monferrato      |                  |                        |                           |  |  |       |  |  | Teodoro I del Monferrato |  |  |                        |  |
|                                 |                  | Argentina Spinola      | Opizzino Spinola          |  |  |       |  |  |                          |  |  |                        |  |
|                                 |                  | Argentina Spinola      | Opizzino Spinola          |  |  |       |  |  |                          |  |  |                        |  |
|                                 |                  | Argentina Spinola      | Violante di Saluzzo       |  |  |       |  |  |                          |  |  |                        |  |
| Teodoro II del Monferrato       |                  | Argentina Spinola      |                           |  |  |       |  |  |                          |  |  |                        |  |
|                                 |                  | Giacomo III di Maiorca | Giacomo II d'Aragona      |  |  |       |  |  |                          |  |  |                        |  |
|                                 |                  | Giacomo III di Maiorca | Giacomo II d'Aragona      |  |  |       |  |  |                          |  |  |                        |  |
|                                 |                  | Giacomo III di Maiorca | Esclarmonde di Foix       |  |  |       |  |  |                          |  |  |                        |  |
| Elisabetta di Maiorca           |                  | Giacomo III di Maiorca |                           |  |  |       |  |  |                          |  |  |                        |  |
|                                 |                  | Costanza d'Aragona     | Alfonso IV d'Aragona      |  |  |       |  |  |                          |  |  |                        |  |
|                                 |                  | Costanza d'Aragona     | Alfonso IV d'Aragona      |  |  |       |  |  |                          |  |  |                        |  |
|                                 |                  | Costanza d'Aragona     | Teresa di Entenza         |  |  |       |  |  |                          |  |  |                        |  |
| Giovanni Giacomo del Monferrato |                  | Costanza d'Aragona     |                           |  |  |       |  |  |                          |  |  |                        |  |
|                                 | Enrico IV di Bar | Edoardo I di Bar       |                           |  |  |       |  |  |                          |  |  |                        |  |
|                                 | Enrico IV di Bar | Edoardo I di Bar       |                           |  |  |       |  |  |                          |  |  |                        |  |
|                                 | Enrico IV di Bar | Maria di Borgogna      |                           |  |  |       |  |  |                          |  |  |                        |  |
| Roberto I di Bar                | Enrico IV di Bar |                        |                           |  |  |       |  |  |                          |  |  |                        |  |
|                                 |                  | Yolanda di Dampierre   | Roberto di Cassel         |  |  |       |  |  |                          |  |  |                        |  |
|                                 |                  | Yolanda di Dampierre   | Roberto di Cassel         |  |  |       |  |  |                          |  |  |                        |  |
|                                 |                  | Yolanda di Dampierre   | Giovanna di Bretagna      |  |  |       |  |  |                          |  |  |                        |  |
| Giovanna di Bar                 |                  | Yolanda di Dampierre   |                           |  |  |       |  |  |                          |  |  |                        |  |
|                                 |                  | Giovanni II di Francia | Filippo VI di Francia     |  |  |       |  |  |                          |  |  |                        |  |
|                                 |                  | Giovanni II di Francia | Filippo VI di Francia     |  |  |       |  |  |                          |  |  |                        |  |
|                                 |                  | Giovanni II di Francia | Giovanna di Borgogna      |  |  |       |  |  |                          |  |  |                        |  |
| Maria di Valois                 |                  | Giovanni II di Francia |                           |  |  |       |  |  |                          |  |  |                        |  |
|                                 |                  | Bona di Lussemburgo    | Giovanni I di Lussemburgo |  |  |       |  |  |                          |  |  |                        |  |
|                                 |                  | Bona di Lussemburgo    | Giovanni I di Lussemburgo |  |  |       |  |  |                          |  |  |                        |  |
|                                 |                  | Bona di Lussemburgo    | Elisabetta di Boemia      |  |  |       |  |  |                          |  |  |                        |  |
|                                 |                  | Bona di Lussemburgo    |                           |  |  |       |  |  |                          |  |  |                        |  |